# Isopterygium strictirameum
Isopterygium strictirameum là một loài Rêu trong họ Hypnaceae. Loài này được Dixon mô tả khoa học đầu tiên năm 1933.